# Programa do Porchat
Programa do Porchat foi um programa de televisão brasileiro produzido pela Chango Produções (anteriormente pela Eyeworks) e exibido originalmente pela RecordTV do dia 24 de agosto de 2016 até o dia 20 de dezembro de 2018. O programa pertence ao gênero late-night talk show, um tipo de programa de entrevistas que possui como algumas de suas características a sua exibição no horário noturno, precisamente nos finais de noite, e a presença da comédia durante o programa. Este gênero é muito popular nos Estados Unidos, país no qual possuí uma grande quantidade de atrações do tipo, como o The Tonight Show Starring Jimmy Fallon e o The Late Show with Stephen Colbert.
Foi apresentado pelo ator e comediante Fábio Porchat, o programa também contava com a banda Pedra Letícia em seu elenco, formada por Fabiano Cambota (vocais), Pedro Torres (bateria), Kuky Sanchez (baixo) e Xiquinho Mendes (guitarra), Igor Thomaz (Saxofone) e Thiago Menegatto (Teclado).
O comediante stand-up Paulo Vieira completa o elenco do programa, fazendo intervenções com a plateia e reportagens. O roteiro do programa foi inicialmente encabeçado por Rosana Hermann e por um time de oito roteiristas. Hermann deixou a equipe do Programa do Porchat em agosto de 2017, que foi assumida por Gustavo Martins.

## Formato
Assim como o formato dos tradicionais late-night talk shows, o Programa de Porchat também conta com muito humor e um cenário com um sofá e a mesa do apresentador, de onde as entrevistas são feitas, além de uma banda fazendo a trilha sonora, de quadros e de sketches durante a exibição do programa.

## Antecedentes
Com o sucesso de Agora É Tarde, programa que foi criado e apresentado por Danilo Gentili na Band, a direção da Rede Record ficou interessada em contratá-lo para ter um programa no mesmo formato no seu final de noite, aumentando assim o espaço destinado para suas produções próprias em sua grade noturna, mas ela acabou sendo recusada pelo apresentador, que acabou se mudando com a sua equipe para o SBT no final de 2013.
Sem contratar Gentili, a Record então seguiu com um plano de emplacar um novo programa do gênero em sua grade. Fábio Porchat sempre foi o mais cotado para assumir o late-night da Record, porém outros nomes, como Antonio Tabet, Marcelo Rezende e Leandro Hassum, também foram avaliados pela emissora. Tabet acabou não assinando com a emissora, levando o seu projeto de talk show, o Show do Kibe, no ar pelo canal pago TBS em 2015. Já Rezende teve o seu talk show arquivado, devido a sua exposição na emissora, já que ficava no ar diariamente por mais de três horas apresentado o policialesco Cidade Alerta. Por fim, Hassum não assinou com o Record devido a sua agenda, que estava apertada, deixando de ser uma opção para a emissora.
Durante o ano de 2015, diversos rumores apontavam Porchat como uma possível contratação da Record para que ele apresentasse um programa no formato na emissora. A contratação de Porchat pela Record acabou se concretizando, e foi anunciada publicamente durante o evento em que a emissora apresentou sua nova programação para o ano de 2016, no mês de fevereiro.

## Estreia
O episódio de estreia do Programa do Porchat começou, como divulgado pela Rede Record, "coladinho com o Gugu", referindo-se ao programa do apresentador, frase que, no período em que esteve no SBT, era para anunciar a próxima atração seguida da dele nas chamadas da programação. Ao entrar no ar, Porchat iniciou o programa numa reunião com os apresentadores da Record, sendo eles Marcos Mion, Rodrigo Faro e Roberto Justus, na qual deram conselhos ao apresentador sobre a TV aberta, veículo no qual Porchat não teria tanta tradição. O apresentador saiu pelas ruas em busca de telespectadores para seu programa com o elenco da Record. Não conseguindo, aconselhado por Mion, Faro e Justus, ele vai conversar com o seu chefe. Ao abrir a porta da sala do chefe, é revelado que ele é o personagem de desenho animado Pica-Pau, no qual seus episódios são reprisados exaustivamente pela emissora. Na sequência, Porchat é mostrado caindo nas Cataratas do Niágara, em referência ao episódio Vamos às Cataratas do desenho.
Em seguida, entra no ar a abertura do programa, que mostra Porchat atendendo um telefonema enquanto sai correndo atrás de um táxi nas ruas da Região Central de São Paulo. Ao entrar no táxi e enfrentar trânsito, ele entra em uma moto e segue com ela até chegar em um prédio que seria o local do estúdio do seu programa. No fundo, os nomes dos convidados do dia aparecem em destaque, enquanto as atrações do programa são apresentadas pelo narrador, Fabiano Cambota, que é o líder da banda Pedra Letícia.
Após entrar no cenário do programa, em seu primeiro monólogo, Porchat começou falando do nervosismo de estrear um novo programa e citou a presidente afastada Dilma Rousseff, dizendo que "(...) estreia sempre me deixa nervoso (...) se tá difícil pra mim que tô começando, imagina pra Dilma que tá terminando (...)", referindo-se ao seu processo de impeachment, que teve seu julgamento iniciado no dia seguinte, seguindo com piadas relacionadas ao tema. Depois falou que a TV estava tendo muitas estreias, falando nominalmente dos programas O Estranho Show de Renatinho, de sua colega Tatá Werneck e do Adnight, de Marcelo Adnet, citando também a "tranquilidade" de Danilo Gentili, apresentador do The Noite, que estava sem concorrência, lhe desejando boa sorte. Porchat também mandou um "beijo do gordo" para Jô Soares, que terminará o seu Programa do Jô no fim do mesmo ano, e também desejou sorte para o seu sucessor no horário, o jornalista Pedro Bial, citando também Tiago Leifert, que por sua vez assumirá o antigo programa de Bial, o reality show Big Brother Brasil.
O apresentador seguiu falando da meta de audiência do programa, falando sobre estar em segundo lugar em audiência. Em seguida, Diego Hypólito, que levou medalha de prata no solo da ginástica nos Jogos Olímpicos do Rio, aparece ao lado de Porchat, dizendo que vale a pena ficar em segundo e que o problema é ficar em terceiro. Porchat também falou da integração do programa com a internet, e, mostrou na sequência uma esquete ensinando os vlogueiros do YouTube, chamados de youtubers, a usarem um televisor. Após isso, apresentou a banda do programa, Pedra Letícia, e uma outra esquete mostrando como foi feita a sua escolha, com participações de Dinho Ouro Preto, Luan Santana e MC Guimê.
Depois de tudo isso, Porchat começou com as entrevistas do dia. A primeira foi Tatá Werneck, mas por ela ser contratada da Rede Globo, Porchat a entrevistou por telefone sem que ela soubesse. Após disso, a convidada do dia, Sasha Meneghel entra no programa. Durante a entrevista, Meneghel participou de brincadeiras promovidas por Porchat, entre elas uma em que tinha que dirigir um Fusca. Ela também falou sobre uma paixão platônica que tinha do cantor Júnior Lima quando era criança, sobre suas preferências musicais e também sobre a sua mudança para Nova Iorque. O pai de Sasha, o ator Luciano Szafir, apareceu em outra esquete durante a entrevista. Ao encerrar a entrevista de Meneghel, Porchat apresenta o comediante Paulo Vieira, que integra o elenco do programa. Em seguida, Porchat entrevista Wesley Safadão, que assim como Sasha, participa de uma brincadeira do programa, no seu caso, ele jogou futebol com a plateia. No bloco seguinte, a mãe de Porchat aparece no programa e em seguida, Safadão encerra o programa ao lado de Porchat com um musical.

## Recepção

### Dos concorrentes
O programa foi muito bem recebido por dois apresentadores de programas semelhantes, sendo eles Danilo Gentili e Jô Soares. Gentili, em entrevista ao colunista  Flávio Ricco, do UOL, festejou a estreia do Programa do Porchat e também de Adnight. Porchat também foi a primeira entrevista de Gentili em sua estreia no SBT.
Acho muito legal para o público, que terá mais opções. Espero que esses talk shows somem comigo no que estou tentando faz tempo: intercâmbio de artistas entre emissoras. O show business brasileiro ganha muito com isso. (...) Desejo boa sorte a esses bons colegas que estão chegando.— Danilo Gentili
Já da parte de Jô Soares, no monólogo do episódio da Programa do Jô exibido em 23 de agosto de 2016, dedicou um espaço nele para desejar boa sorte ao seu novo concorrente de talk show. No início de sua carreira, Porchat já foi na plateia do programa durante uma de suas gravações, e pediu ao apresentador que pudesse fazer uma apresentação de stand-up comedy em seu programa, que o permitiu de fazê-la.
Antes de começar qualquer coisa, eu quero desejar toda sorte do mundo ao Fábio Porchat, que está estreando amanhã o seu programa. Fábio, minha bênção a você, meu beijo do gordo e, como se diz no teatro, enfim, na classe artística, merda!— Jô Soares

### Da crítica
O programa foi bem avaliado pela crítica após a sua estreia. O colunista Mauricio Stycer, que publica seu blog no UOL, disse que Porchat é "inteligente, simpático, engraçado, sabe rir de si mesmo, tem raciocínio rápido e se comunica bem com o público", mas criticou a escolha dos convidados da estreia, que na sua opinião "não trouxeram nem informação nem maior diversão ao programa". Por fim, Stycer concluiu a crítica dizendo que o programa "tem tudo para ser uma alternativa divertida na faixa do fim de noite".
Já Nathália Carapeços, do jornal Zero Hora, disse que Porchat estreou "mostrando desenvoltura à frente de um talk-show que mesclou entrevistas rasas e muito entretenimento", dizendo também que o programa agradou "boa parcela do público que é fã do trabalho do humorista". A jornalista também elogiou a escolha da banda Pedra Letícia, dizendo que a banda "parece ter se encaixado na dinâmica da produção". Concluindo, a jornalista disse que a "estreia mostrou que a atração tem potencial para seguir firme no ar".
Para Robson Gomes, do Jornal do Commercio, a estreia do programa foi "razoável, precisando acertar mais o timing". Gomes também criticou a edição do programa, dizendo que os "cortes bruscos na edição deste primeiro programa tiraram uma certa naturalidade do humorista em conduzir a atração". Já na avaliação de Jeff Benício, do portal Terra, o programa "se destacou pelo roteiro criativo, com saborosa autoironia e citações de ‘rivais’ de Fabio Porchat". Benício concluiu dizendo que o "ritmo ágil da conversa difere Porchat de outros apresentadores de talk show", acrescentando que o programa oferece "entretenimento despretensioso e bem embalado" e que Porchat terá que "manter a qualidade de roteiro e o ótimo ritmo dessa estreia bem-sucedida".
Na avaliação da colunista Patrícia Kogut, do jornal O Globo, no programa de estreia, Fábio Porchat "levou a noite com o pé nas costas", também dizendo que ele foi "simpático, afiado, rápido e movido por um necessário (e publicamente admitido) nervosismo". Kogout também elogiou a produção do programa, disse também que a esquete com os youtubers foi divertida e que a entrevista com Sasha Meneghel foi um acerto.
Nelson de Sá, da Folha de S.Paulo, comparou o mau desempenho da produção do programa com o Adnight, dizendo que os dois apresentadores estão em locais "inóspitos".

### Audiência
Estreou dia 24 de agosto de 2016 com 9,2 pontos na Grande São Paulo garantindo a liderança. Oscilava sempre entre 3 a 5 pontos. Seus recordes foram também de 6 pontos com picos de 8 a 10. No dia 16 de outubro de 2018, marcou 8 pontos com pico de 9, com a entrevista de Ana Paula Renault, ex-participante de A Fazenda 10. Bateu seu recorde no dia 6 de novembro de 2018, marcando 8,4 pontos. Em 20 de novembro do mesmo ano, marca 7,6 pontos. Seu recorde máximo foi no dia 8 de novembro de 2018, marcando 9,9 pontos com pico de 12, com a entrevista de Nadja Pessoa após ela ser expulsa da A Fazenda 10. Terminou dia 20 de dezembro de 2018 com 5,2 pontos na Grande São Paulo.

## Exibição
O programa é exibido pela Record a partir da meia-noite e quinze, após a exibição da linha de shows da emissora. Sua estreia estava prevista para o dia 22 de agosto, uma segunda-feira, porém ela foi adiada para o dia 24, uma quarta-feira. O programa é exibido durante a semana entre as segundas e quintas-feiras. Internacionalmente, é exibido pelas emissoras da Record Internacional desde 29 de agosto de 2016. Na televisão por assinatura, foi exibido pelo canal TBS Brasil de segunda a sexta-feira às sete e meia da noite. No entanto, por falta de interesse da Record em renovar o contrato com a Turner, o programa foi exibido pela última vez no canal em 3 de março de 2017 após a Record rescindir o contrato com a Turner. No dia 20 de dezembro de 2018, o programa deixou a grade de programação da RecordTV após a emissora reformular sua programação.

## Controvérsias
Durante a gravação de uma entrevista para o Programa do Porchat, ocorrida em 12 de outubro de 2016, a cantora Rita Cadillac se sentiu humilhada por causa de uma brincadeira e abandonou os estúdios do programa. Na tal brincadeira, Rita teria que registrar o formato de seus glúteos em um recipiente com cimento. A dançarina ficou ofendida por Porchat ter feito uma outra brincadeira, em que disse que ela iria "inaugurar a sarjeta da fama". A ofensa veio da forma como Porchat aplicou o termo sarjeta em sua brincadeira, como ela explicou em uma postagem em seu perfil do Instagram.
Em todos esses anos de carreira, acho que nunca fui tão ofendida, nem mesmo quando fiz filmes para adultos. Estou profundamente magoada pois tenho grande carinho pelo Fabio Porchat e jamais pensaria que ele pudesse ir tão fundo em uma brincadeira de tamanho mau gosto.— Rita Cadillac
Após o corrido, Porchat pediu desculpas para Rita Cadillac, que estava presente durante a gravação do programa que foi ao ar em 17 de outubro de 2016.

## Prêmios e indicações
| Ano  | Prêmio                    | Categoria                      | Indicado            | Resultado | Ref.   |
| ---- | ------------------------- | ------------------------------ | ------------------- | --------- | ------ |
| 2017 | Troféu Imprensa           | Melhor programa de entrevistas | Programa do Porchat | Indicado  | [ 61 ] |
| 2017 | Troféu Internet           | Melhor apresentador            | Fábio Porchat       | Indicado  | [ 62 ] |
| 2017 | Troféu Internet           | Melhor programa de entrevistas | Programa do Porchat | Indicado  | [ 62 ] |
| 2017 | Prêmio Contigo!           | Melhor apresentador            | Fábio Porchat       | Indicado  | [ 63 ] |
| 2017 | Prêmio Jovem Brasileiro   | Melhor programa de entrevistas | Programa do Porchat | Indicado  | [ 64 ] |
| 2017 | Prêmio Jovem Brasileiro   | Melhor apresentador            | Fábio Porchat       | Venceu    | [ 64 ] |
| 2018 | Troféu Imprensa           | Melhor programa de entrevistas | Programa do Porchat | Indicado  | [ 65 ] |
| 2018 | Troféu Internet           | Melhor apresentador            | Fábio Porchat       | Indicado  | [ 66 ] |
| 2018 | Troféu Internet           | Melhor programa de entrevistas | Programa do Porchat | Venceu    | [ 66 ] |
| 2018 | Prêmio Extra de Televisão | Melhor apresentador            | Fábio Porchat       | Indicado  | [ 67 ] |